# Bonlieu
Bonlieu is een gemeente in het Franse departement Jura (regio Bourgogne-Franche-Comté) en telt 225 inwoners (1999). De plaats maakt deel uit van het arrondissement Saint-Claude.

## Geografie
De oppervlakte van Bonlieu bedraagt 12,9 km², de bevolkingsdichtheid is 17,4 inwoners per km².
In de gemeente ligt het Lac de Bonlieu. Dit meer van 700 meter lang en 300 meter breed is ontstaan na de Laatste IJstijd. Het visrijke meer ligt tussen de bossen en watert af in de Hérisson.

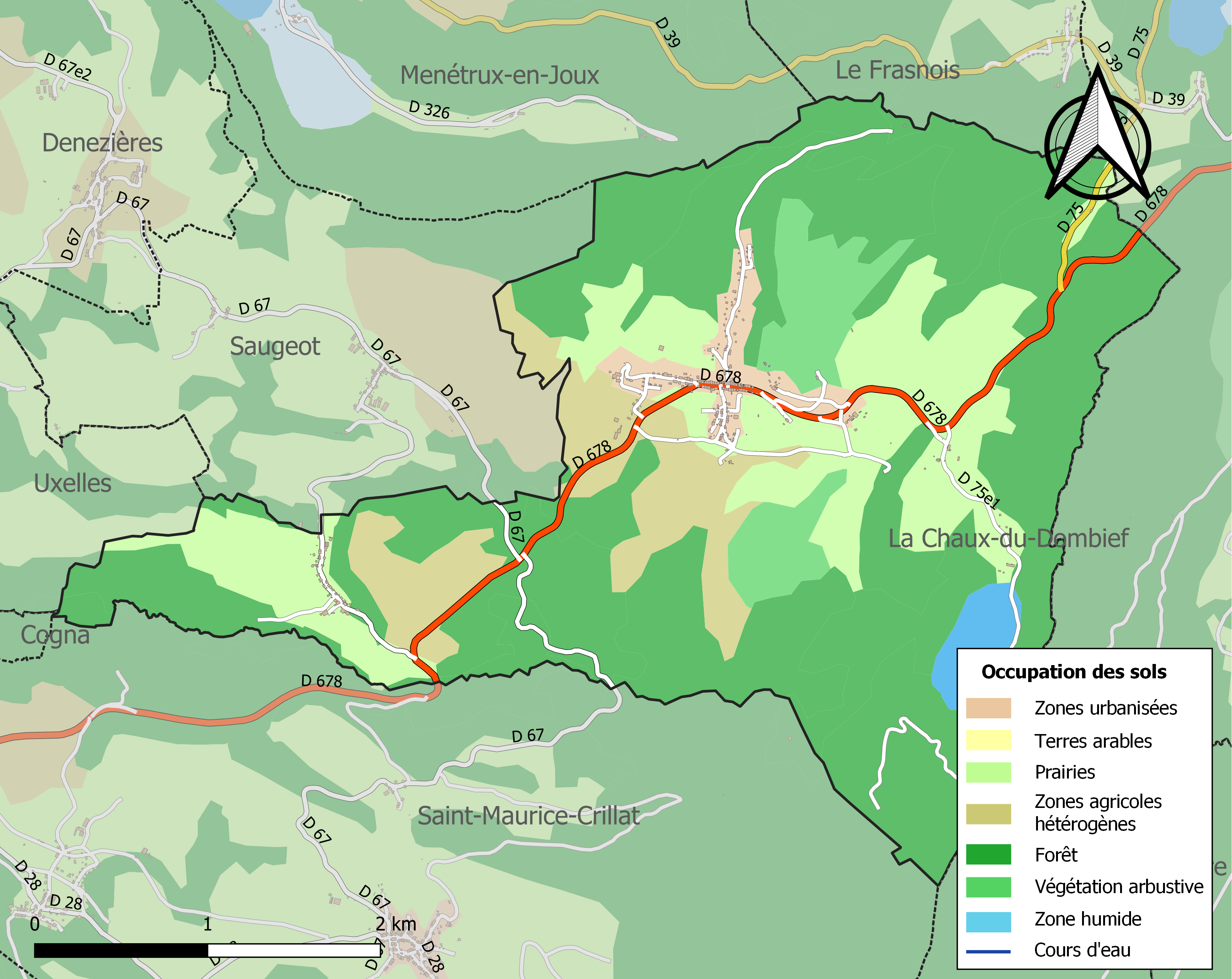
Kaart van de gemeente met de belangrijkste infrastructuur, bodemgebruik en omliggende gemeenten

## Demografie
Onderstaande figuur toont het verloop van het inwonertal (bron: INSEE-tellingen).